# Emilio Muñoz Ruiz
Emilio Muñoz Ruiz (Valencia, 13 gennaio 1937) è un biochimico spagnolo attivo nel campo nella relazione della società con scienza e tecnologia, nonché nella sua analisi e valutazione.

## Biografia

### Formazione
Ha studiato Farmacia presso l'Università Complutense di Madrid, specializzandosi in Biochimica, Biologia molecolare e cellulare e nei fenomeni di interazione tra scienza, tecnologia e società.

### Incarichi
È stato Direttore generale di politica scientifica (1982-1986), Direttore generale di Investigazione scientifica e tecnica (1986-1987), Segretario generale del Piano nazionale di investigazione scientifica e sviluppo tecnologico (1987-1988) e Presidente del Consiglio superiore delle ricerche scientifiche (1988-1991).
È membro della Real Academia de Farmacia, dell'Accademia svedese di Scienze ingegneristiche e dell'Accademia europea delle scienze e delle arti (1997).

## Riconoscimenti
È commendatore dell'Ordine della Repubblica italiana, cavaliere della Legion d'onore francese e dottore Honoris causa presso l'ormai estinta Accademia di scienze dell'URSS.

## Pubblicazioni
- José María Ordovás e Rafael Carmena, La nutrigenómica desde la perspectiva del consumidor, in Nutrigenética y nutrigenómica, Revista Humanitas. Humanidades médicas, n. 9, 2004, ISSN 1696-0327 (WC · ACNP).